# Kårtäkt
Kårtäkt is een plaats in de gemeente Falun in het landschap Dalarna en de provincie Dalarnas län in Zweden. De plaats heeft 64 inwoners (2005) en een oppervlakte van 12 hectare. De plaats ligt aan het meer Hedkarisjön.